# Жовтець
Жовте́ць (Ranunculus), також яскі́р або боло́тне зі́лля, — рід рослин родини жовтецевих. Це однорічні або багаторічні, водні або наземні трави з їдким, а іноді і отруйним соком.
Іноді в популярній літературі як назва роду використовується транслітерація наукової латинської назви — «ранункулюс» (рідше «ранункулус»). Наукова назва походить від лат. Rana — «жаба».

## Ботанічний опис
Листки чергові, цілісні або розсічені.
Квіти поодинокі або зібрані в складні суцвіття. Чашолистків три-п'ять, у більшості видів п'ять; пелюсток в основному п'ять, зрідка менше або більше цього числа; пелюстка у своїй основі має медову ямку, голу або прикриту невеликою лусочкою тичинок і маточок багато; маточка складається з одного плодолистка, з одногніздною зав'яззю. Має корінь та кореневище.
Формула квітки: {\displaystyle \ast K_{5}\;C_{5}\;A_{\infty }\;G_{\underline {\infty }}}

## Поширення та екологія
Рід налічує понад 1600 видів, більшість з них зустрічається в помірних і холодних кліматах Північної півкулі.

## Значення і застосування
Жовтець значного практичного застосування не має. Деякі його види (Ranunculus acris L., Ranunculus auricomus L., Ranunculus flammula L.) застосовуються у народній медицині проти багатьох хвороб, а деякі садові, переважно махрові різновиди (наприклад, з жовтими квітами — різновиди Ranunculus acris L., або з білими — різновиди Ranunculus aconitifolius L.; з різнокольоровими квітами — Ranunculus asiaticus L.) розводять у садах як декоративні рослини.
Жовтець їдкий (Ranunculus acris), жовтець багатоквітковий (Ranunculus polyanthemos), жовтець повзучий (Ranunculus repens) і жовтець-пшінка (Ranunculus ficaria) входять до списку дикорослих корисних рослин України.

## Види
Рід містить понад 1600 видів, з них в Україні росте понад 40 видів:
1. жовтець їдкий (Ranunculus acris)
2. жовтець водяний (Ranunculus aquatilis)
3. жовтець польовий (Ranunculus arvensis)
4. Ranunculus breyninus (syn. Ranunculus oreophilus)
5. Ranunculus brutius (syn. Ranunculus brutius subsp. crimaeus)
6. жовтець бульбистий (Ranunculus bulbosus)
7. жовтець карпатський (Ranunculus carpaticus)
8. жовтець кашубський (Ranunculus cassubicus)
9. жовтець кавказький (Ranunculus caucasicus)
10. жовтець грецький (Ranunculus chius)
11. жовтець закручений (Ranunculus circinatus)
12. жовтець константинопольський (Ranunculus constantinopolitanus)
13. жовтець розсічений (Ranunculus dissectus)
14. жовтець-пшінка (Ranunculus ficaria)
15. жовтець вогнистий (Ranunculus flammula)
16. жовтець ілірійський (Ranunculus illyricus)
17. жовтець вовнистий (Ranunculus lanuginosus)
18. жовтець бокоцвітий (Ranunculus lateriflorus)
19. жовтець язиколистий (Ranunculus lingua)
20. жовтець торочкуватий (Ranunculus marginatus)
21. жовтець гірський (Ranunculus montanus)
22. жовтець колючкуватий (Ranunculus muricatus)
23. жовтець неапольський (Ranunculus neapolitanus)
24. жовтець одеський (Ranunculus odessanus)
25. жовтець вужачколистий (Ranunculus ophioglossifolius)
26. жовтець гостронасінний (Ranunculus oxyspermus)
27. жовтець стополистий (Ranunculus pedatus)
28. жовтець пензликовий (Ranunculus penicillatus)
29. жовтець платанолистий (Ranunculus platanifolius)
30. жовтець рясноцвітий (Ranunculus polyanthemos)
31. жовтець ряснолистий (Ranunculus polyphyllus)
32. жовтець коренистий (Ranunculus polyrhizos)
33. жовтець повзучий (Ranunculus repens)
34. жовтець сланкий (Ranunculus reptans)
35. жовтець Ріона (Ranunculus rionii)
36. жовтець сардинський (Ranunculus sardous)
37. жовтець отруйний (Ranunculus sceleratus)
38. жовтець сербський (Ranunculus serbicus)
39. жовтець щетинкуватий (Ranunculus strigulosus)
40. жовтець круглолистий (Ranunculus thora)
41. жовтець волосолистий (Ranunculus trichophyllus)
42. Ranunculus tuberosus (syn. Ranunculus nemorosus)